# Élections législatives bermudiennes de 2025
Les élections législatives bermudiennes de 2025 ont lieu le 18 février 2025 afin de renouveler les membres de l'Assemblée du territoire britannique d'outre-mer des Bermudes.
Le scrutin est une victoire pour le Parti travailliste progressiste (PLP) qui conserve sa majorité absolue malgré une baisse de son nombre de sièges. Le Premier ministre sortant David Burt est reconduit dans ses fonctions pour la troisième fois consécutive depuis 2017.

## Contexte
Les élections législatives d'octobre 2020 voient le Parti travailliste progressiste (PLP) accroître sa majorité absolue en remportant 30 sièges à l'assemblée. Le parti d'opposition One Bermuda Alliance (OBA) perd la moitié de ses sièges acquis aux élections de 2017. La victoire du PLP permet à David Burt d'être reconduit dans ses fonctions de Premier ministre.

## Système politique et électoral

Carte des 36 circonscriptions des Bermudes.

Les Bermudes sont un territoire d'outre-mer du Royaume-Uni de l'Atlantique nord organisé sous la forme d'une monarchie parlementaire. Les îles font partie de la Couronne britannique, et le roi du Royaume-Uni Charles III en est nominalement chef de l'État, représenté par un gouverneur.
Le parlement est bicaméral. Sa chambre basse, l'assemblée, est composée de 36 membres élus pour cinq ans au scrutin uninominal majoritaire à un tour dans autant de circonscriptions. Le vote n'est pas obligatoire.

## Forces en présences
| Parti | Parti                                                          | Idéologie                                               | Chef de file      | Résultats en 2020          |
| ----- | -------------------------------------------------------------- | ------------------------------------------------------- | ----------------- | -------------------------- |
|       | Parti travailliste progressiste Progressive Labour Party (PLP) | Centre gauche Social-démocratie, conservatisme sociétal | David Burt        | 62,09 % des voix 30 sièges |
|       | One Bermuda Alliance (OBA)                                     | Centre droit Libéral-conservatisme                      | Jarion Richardson | 32,27 % des voix 6 sièges  |
|       | Mouvement démocratique libre Free Democratic Movement (FDM)    | Centre droit Libéral-conservatisme Subsidiarité         | Marc Bean         | 5,37 % des voix 0 sièges   |

## Campagne
Un record de 109 candidats au total sont en lice pour les 36 sièges à pourvoir. Le PLP et l'OBA présentent chacun autant de candidats que de sièges à pourvoir, le Mouvement démocratique libre (FDM) en présente dix, et Emperial Group une seule candidature. Les 26 candidats restants se présentent en tant qu'indépendants.
Les questions économiques, en particulier le coût de la vie et les programmes sociaux, sont au cœur de la campagne. Alors que le PLP met l'accent sur les efforts visant à réduire les impôts et souligne son bilan en matière d'équité, l'OBA critique la manière dont le gouvernement traite les questions économiques et sociales, se positionnant comme une alternative pour améliorer la gouvernance,.

## Résultats
|                          |                                       |        |       |       |        |               |
| Parti                    | Parti                                 | Voix   | %     | +/-   | Sièges | +/-           |
|                          | Parti travailliste progressiste (PLP) | 12 300 | 49,64 | 12,45 | 25     | 5             |
|                          | One Bermuda Alliance (OBA)            | 9 133  | 38,36 | 6,09  | 11     | 5             |
|                          | Mouvement démocratique libre (FDM)    | 949    | 3,83  | 1,54  | 0      | en stagnation |
|                          | Emperial Group (EMP)                  | 116    | 0,47  | Nv    | 0      | Nv            |
|                          | Indépendant                           | 2 281  | 9,21  | 8,95  | 0      | en stagnation |
|                          |                                       |        |       |       |        |               |
| Votes valides            | Votes valides                         | 24 779 | 100   |       |        |               |
| Votes blancs et nuls     | Votes blancs et nuls                  | 0      | 0,00  |       |        |               |
| Total                    | Total                                 | 24 779 | 100   | –     | 36     | en stagnation |
| Abstentions              | Abstentions                           | 20 285 | 45,01 |       |        |               |
| Inscrits / participation | Inscrits / participation              | 45 064 | 54,99 |       |        |               |

## Analyse et conséquences
Les résultats amènent à une troisième victoire consécutive depuis 2017 du Parti travailliste progressiste (PLP) qui conserve sa majorité absolue avec 25 sièges, elle perd cependant cinq par rapport à 2020. One Bermuda Alliance (OBA) ne réussit pas à provoquer une alternance, mais augmente son nombre d'élus en passant de 6 à 11 sièges.
Dans un discours prononcé devant le siège du parti après les élections, le Premier ministre sortant David Burt réaffirme l'engagement de son parti à se concentrer sur la lutte contre le coût élevé de la vie et des soins de santé et sur la réforme du système éducatif. Il souligne le soutien de son parti aux résidents des classes moyennes et inférieures et déclare que « les Bermudiens ont choisi le progrès, l'équité et un gouvernement du PLP qui tiendra ses promesses ». Le chef de l'OBA, Jarion Richardson, prend acte des résultats et réaffirme l'engagement de son parti envers les Bermudes. Il s'engage à servir d'« opposition forte et dévouée » et encourage les candidats de l'OBA, élus et non élus, à rester engagés dans les efforts visant à renforcer le parti et le territoire.
La victoire du PLP permet à David Burt de demeurer Premier ministre, ce dernier ayant annoncé qu'il se retirait de la fonction en 2026. Le 25 février, il est assermenté pour la troisième fois consécutive.